# Trąbki Małe (Poméranie-Occidentale)
Pour les articles homonymes, voir Trąbki Małe.
Trąbki Małe est une localité polonaise de la gmina rurale de Marianowo située dans le powiat de Stargard en voïvodie de Poméranie-Occidentale. Elle se trouve à environ 17 km à l'est de Stargard et 46 km à l'est de la capitale régionale Szczecin.

## Géographie

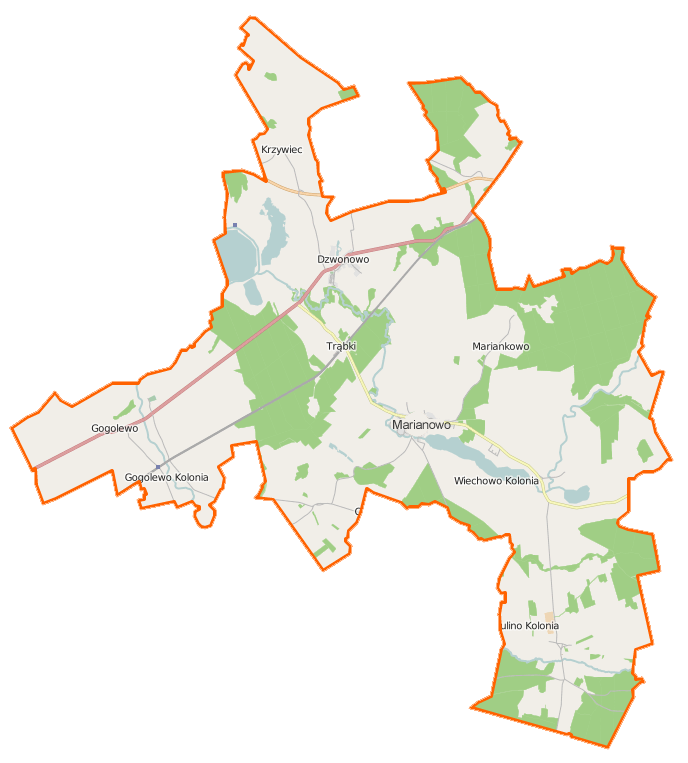
Carte de la gmina de Marianowo.